# Pringy (Alta Savoia)
Pringy és un municipi delegat francès, situat al departament de l'Alta Savoia i a la regió d'Alvèrnia-Roine-Alps. L'any 2007 tenia 3.343 habitants.
L'1 de gener de 2017, Seynod es va fusionar amb Annecy.

## Demografia

### Població
El 2007 la població de fet de Pringy era de 3.343 persones. Hi havia 1.292 famílies de les quals 253 eren unipersonals (113 homes vivint sols i 140 dones vivint soles), 432 parelles sense fills, 498 parelles amb fills i 109 famílies monoparentals amb fills.
La població ha evolucionat segons el següent gràfic:
Habitants censats

### Habitatges
El 2007 hi havia 1.403 habitatges, 1.311 eren l'habitatge principal de la família, 15 eren segones residències i 77 estaven desocupats. 919 eren cases i 475 eren apartaments. Dels 1.311 habitatges principals, 1.006 estaven ocupats pels seus propietaris, 272 estaven llogats i ocupats pels llogaters i 32 estaven cedits a títol gratuït; 29 tenien una cambra, 116 en tenien dues, 201 en tenien tres, 324 en tenien quatre i 641 en tenien cinc o més. 1.193 habitatges disposaven pel capbaix d'una plaça de pàrquing. A 488 habitatges hi havia un automòbil i a 762 n'hi havia dos o més.

### Piràmide de població
La piràmide de població per edats i sexe el 2009 era:
| Homes | Edats   | Dones |
| ----- | ------- | ----- |
| 0     | 95 o +  | 0     |
| 0     | 90 a 94 | 0     |
| 8     | 85 a 89 | 12    |
| 12    | 80 a 84 | 16    |
| 36    | 75 a 79 | 44    |
| 24    | 70 a 74 | 28    |
| 72    | 65 a 69 | 60    |
| 44    | 60 a 64 | 52    |
| 116   | 55 a 59 | 96    |
| 128   | 50 a 54 | 112   |
| 124   | 45 a 49 | 140   |
| 68    | 40 a 44 | 112   |
| 116   | 35 a 39 | 76    |
| 92    | 30 a 34 | 84    |
| 68    | 25 a 29 | 88    |
| 100   | 20 a 24 | 56    |
| 76    | 15 a 19 | 84    |
| 84    | 10 a 14 | 56    |
| 108   | 5 a 9   | 96    |
| 64    | 0 a 4   | 72    |

## Economia
El 2007 la població en edat de treballar era de 2.237 persones, 1.724 eren actives i 513 eren inactives. De les 1.724 persones actives 1.650 estaven ocupades (858 homes i 792 dones) i 75 estaven aturades (27 homes i 48 dones). De les 513 persones inactives 196 estaven jubilades, 200 estaven estudiant i 117 estaven classificades com a «altres inactius».

### Ingressos
El 2009 a Pringy hi havia 1.320 unitats fiscals que integraven 3.486 persones, la mediana anual d'ingressos fiscals per persona era de 25.575 €.

### Activitats econòmiques
Dels 344 establiments que hi havia el 2007, 4 eren d'empreses alimentàries, 8 d'empreses de fabricació de material elèctric, 2 d'empreses de fabricació d'elements pel transport, 27 d'empreses de fabricació d'altres productes industrials, 47 d'empreses de construcció, 88 d'empreses de comerç i reparació d'automòbils, 18 d'empreses de transport, 17 d'empreses d'hostatgeria i restauració, 7 d'empreses d'informació i comunicació, 15 d'empreses financeres, 22 d'empreses immobiliàries, 38 d'empreses de serveis, 38 d'entitats de l'administració pública i 13 d'empreses classificades com a «altres activitats de serveis».
Dels 70 establiments de servei als particulars que hi havia el 2009, 1 era una oficina d'administració d'Hisenda pública, 1 oficina de correu, 2 oficines bancàries, 1 funerària, 8 tallers de reparació d'automòbils i de material agrícola, 1 autoescola, 5 paletes, 5 guixaires pintors, 9 fusteries, 5 lampisteries, 12 electricistes, 1 empresa de construcció, 4 perruqueries, 8 restaurants, 6 agències immobiliàries i 1 saló de bellesa.
Dels 20 establiments comercials que hi havia el 2009, 1 era un hipermercat, 4 fleques, 1 una fleca, 2 llibreries, 3 botigues de roba, 2 botigues d'equipament de la llar, 4 botigues de mobles, 2 botigues de material esportiu i 1 un drogueria.
L'any 2000 a Pringy hi havia 10 explotacions agrícoles que ocupaven un total de 392 hectàrees.

## Equipaments sanitaris i escolars
L'únic equipament sanitari que hi havia el 2009 era una farmàcia.
El 2009 hi havia 1 escola maternal i 2 escoles elementals. Pringy disposava d'un col·legi d'educació secundària amb 779 alumnes.

## Poblacions més properes
El següent diagrama mostra les poblacions més properes.